# Élections législatives de 2022 dans les Hautes-Alpes
Les élections législatives françaises de 2022 se déroulent les 12 et 19 juin 2022. Dans les Hautes-Alpes, deux députés sont à élire dans le cadre de deux circonscriptions.

## Contexte

### Résultats de l'élection présidentielle de 2022 par circonscription
| Circonscription | 1er tour | 1er tour | 1er tour  |         | 2d tour | 2d tour |
| Circonscription | Macron   | Le Pen   | Mélenchon | Macron  | Le Pen  |         |
| --------------- | -------- | -------- | --------- | ------- | ------- | ------- |
| Circonscription |          |          |           |         |         |         |
| 1re             | 23,43 %  | 24,28 %  | 21,84 %   | 53,28 % | 46,72%  |         |
| 2e              | 24,16 %  | 21,28 %  | 23,97 %   | 57,04%  | 42,96 % |         |

## Système électoral
Les élections législatives ont lieu au scrutin uninominal majoritaire à deux tours dans des circonscriptions uninominales.
Est élu au premier tour le candidat qui réunit la majorité absolue des suffrages exprimés et un nombre de voix au moins égal au quart (25 %) des électeurs inscrits dans la circonscription. Si aucun des candidats ne satisfait ces conditions, un second tour est organisé entre les candidats ayant réuni un nombre de voix au moins égal à un huitième des inscrits (12,5 %) ; les deux candidats arrivés en tête du premier tour se maintiennent néanmoins par défaut si un seul ou aucun d'entre eux n'a atteint ce seuil. Au second tour, le candidat arrivé en tête est déclaré élu.
Le seuil de qualification basé sur un pourcentage du total des inscrits et non des suffrages exprimés rend plus difficile l'accès au second tour lorsque l'abstention est élevée. Le système permet en revanche l'accès au second tour de plus de deux candidats si plusieurs d'entre eux franchissent le seuil de 12,5 % des inscrits. Les candidats en lice au second tour peuvent ainsi être trois, un cas de figure appelé « triangulaire ». Les second tours où s'affrontent quatre candidats, appelés « quadrangulaire » sont également possibles, mais beaucoup plus rares.

### Partis et nuances
Les résultats des élections sont publiés en France par le ministère de l'Intérieur, qui classe les partis en leur attribuant des nuances politiques. Ces dernières sont décidées par les préfets, qui les attribuent indifféremment de l'étiquette politique déclarée par les candidats, qui peut être celle d'un parti ou une candidature sans étiquette.
En 2022, seules les coalitions Ensemble (ENS) et Nouvelle Union populaire écologique et sociale (NUP), ainsi que le Parti radical de gauche (RDG), l'Union des démocrates et indépendants (UDI), Les Républicains (LR), le Rassemblement national (RN) et Reconquête (REC) se voient attribuer en 2022 une nuance propre,,.
Tous les autres partis se voient attribuer l'une ou l'autre des nuances suivantes : DXG (divers extrême gauche), DVG (divers gauche), ECO (écologiste), REG (régionaliste), DVC (divers centre), DVD (divers droite), DSV (droite souverainiste) et DXD (divers extrême droite). Des partis comme Debout la France ou Lutte ouvrière ne disposent ainsi pas de nuance propre, et leurs résultats nationaux ne sont pas publiés séparément par le ministère, car mélangés avec d'autres partis (respectivement dans les nuances DSV et DXG),.

## Résultats

### Élus
| Circonscription | Député sortant                           | Parti | Parti | Député élu ou réélu | Parti | Parti |
| --------------- | ---------------------------------------- | ----- | ----- | ------------------- | ----- | ----- |
| 1re             | Pascale Boyer                            |       | LREM  | Pascale Boyer       |       | LREM  |
| 2e              | Claire Bouchet suppléante de Joël Giraud |       | PRV   | Joël Giraud         |       | PRV   |

### Résultats à l'échelle du département

#### Résultats par coalition
| Parti et coalition                                           | Parti et coalition                                           | Parti et coalition                            | Premier tour | Premier tour | Premier tour | Second tour   | Second tour   | Second tour | Total Sièges  | +/-           |  |
| Parti et coalition                                           | Parti et coalition                                           | Parti et coalition                            | Voix         | %            | Sièges       | Voix          | %             | Sièges      | Total Sièges  | +/-           |  |
| ------------------------------------------------------------ | ------------------------------------------------------------ | --------------------------------------------- | ------------ | ------------ | ------------ | ------------- | ------------- | ----------- | ------------- | ------------- |  |
|                                                              |                                                              | Parti radical (PRV)                           | 10 890       | 18,48        | 0            | 15 056        | 27,91         | 1           | 1             | Nv            |  |
|                                                              | La République en marche (LREM)                               | 7 543                                         | 12,80        | 0            | 13 767       | 25,52         | 1             | 1           | 1             |               |  |
| Total Ensemble (ENS)                                         | Total Ensemble (ENS)                                         | 18 433                                        | 31,29        | 0            | 28 823       | 53,43         | 2             | 2           | en stagnation |               |  |
|                                                              |                                                              | La France insoumise (LFI)                     | 16 927       | 28,73        | 0            | 25 121        | 46,57         | 0           | 0             | en stagnation |  |
| Total Nouvelle Union populaire écologique et sociale (NUPES) | Total Nouvelle Union populaire écologique et sociale (NUPES) | 16 927                                        | 28,73        | 0            | 25 121       | 46,57         | 0             | 0           | en stagnation |               |  |
|                                                              | Rassemblement national (RN)                                  | Rassemblement national (RN)                   | 11 548       | 19,60        | 0            |               |               |             | 0             | en stagnation |  |
|                                                              |                                                              | Les Républicains (LR)                         | 5 352        | 9,08         | 0            | 0             | en stagnation |             |               |               |  |
| Total Union de la droite et du centre (UDC)                  | Total Union de la droite et du centre (UDC)                  | 5 352                                         | 9,08         | 0            | 0            | en stagnation |               |             |               |               |  |
|                                                              | Reconquête (REC)                                             | Reconquête (REC)                              | 1 999        | 3,39         | 0            | 0             | Nv            |             |               |               |  |
|                                                              |                                                              | Debout la France (DLF)                        | 577          | 0,98         | 0            | 0             | Nv            |             |               |               |  |
|                                                              | Les Patriotes (LP)                                           | 383                                           | 0,65         | 0            | 0            | Nv            |               |             |               |               |  |
| Total Union pour la France (UPF)                             | Total Union pour la France (UPF)                             | 960                                           | 1,63         | 0            | 0            | Nv            |               |             |               |               |  |
|                                                              |                                                              | Le Trèfle - Les nouveaux écologistes (LT-LNÉ) | 629          | 1,07         | 0            | 0             | Nv            |             |               |               |  |
| Total Tous unis pour le vivant (TUPV)                        | Total Tous unis pour le vivant (TUPV)                        | 629                                           | 1,07         | 0            | 0            | en stagnation |               |             |               |               |  |
|                                                              | Parti animaliste (PA)                                        | Parti animaliste (PA)                         | 623          | 1,06         | 0            | 0             | Nv            |             |               |               |  |
|                                                              | Lutte ouvrière (LO)                                          | Lutte ouvrière (LO)                           | 594          | 1,01         | 0            | 0             | en stagnation |             |               |               |  |
|                                                              | Écologie au centre (EAC)                                     | Écologie au centre (EAC)                      | 506          | 0,86         | 0            | 0             | en stagnation |             |               |               |  |
|                                                              |                                                              | Oui la Provence (OP)                          | 268          | 0,45         | 0            | 0             | Nv            |             |               |               |  |
| Total Régions et peuples solidaires (R&PS)                   | Total Régions et peuples solidaires (R&PS)                   | 268                                           | 0,45         | 0            | 0            | Nv            |               |             |               |               |  |
|                                                              | Sans étiquette (SE)                                          | Sans étiquette (SE)                           | 1 077        | 1,83         | 0            | 0             | en stagnation |             |               |               |  |
|                                                              |                                                              |                                               |              |              |              |               |               |             |               |               |  |
| Suffrages exprimés                                           | Suffrages exprimés                                           | Suffrages exprimés                            | 58 916       | 97,59        |              | 53 944        | 91,23         |             |               |               |  |
| Votes blancs                                                 | Votes blancs                                                 | Votes blancs                                  | 1 026        | 1,70         | 3 538        | 5,98          |               |             |               |               |  |
| Votes nuls                                                   | Votes nuls                                                   | Votes nuls                                    | 430          | 0,71         | 1 646        | 2,78          |               |             |               |               |  |
| Total                                                        | Total                                                        | Total                                         | 60 372       | 100          | 0            | 59 128        | 100           | 2           | 2             | en stagnation |  |
| Abstentions                                                  | Abstentions                                                  | Abstentions                                   | 53 545       | 47,00        |              | 54 797        | 48,10         |             |               |               |  |
| Inscrits/Participation                                       | Inscrits/Participation                                       | Inscrits/Participation                        | 113 917      | 53,00        | 113 925      | 51,90         |               |             |               |               |  |

#### Résultats par nuance
| Nuance                 | Nuance                                         | Nuance                 | Premier tour | Premier tour | Premier tour | Second tour | Second tour   | Second tour | Total Sièges | +/-           |  |
| Nuance                 | Nuance                                         | Nuance                 | Voix         | %            | Sièges       | Voix        | %             | Sièges      | Total Sièges | +/-           |  |
| ---------------------- | ---------------------------------------------- | ---------------------- | ------------ | ------------ | ------------ | ----------- | ------------- | ----------- | ------------ | ------------- |  |
|                        | Ensemble !                                     | ENS                    | 18 433       | 31,29        | 0            | 28 823      | 53,43         | 2           | 2            | en stagnation |  |
|                        | Nouvelle Union populaire écologique et sociale | NUP                    | 16 927       | 28,73        | 0            | 25 121      | 46,57         | 0           | 0            | en stagnation |  |
|                        | Rassemblement national                         | RN                     | 11 548       | 19,60        | 0            |             |               |             | 0            | en stagnation |  |
|                        | Les Républicains                               | LR                     | 5 352        | 9,08         | 0            | 0           | en stagnation |             |              |               |  |
|                        | Reconquête                                     | REC                    | 1 999        | 3,39         | 0            | 0           | Nv            |             |              |               |  |
|                        | Ecologistes                                    | ECO                    | 1 758        | 2,98         | 0            | 0           | en stagnation |             |              |               |  |
|                        | Divers gauche                                  | DVG                    | 1 077        | 1,83         | 0            | 0           | en stagnation |             |              |               |  |
|                        | Droite souverainiste                           | DSV                    | 960          | 1,63         | 0            | 0           | en stagnation |             |              |               |  |
|                        | Divers extrême gauche                          | DXG                    | 594          | 1,01         | 0            | 0           | en stagnation |             |              |               |  |
|                        | Régionaliste                                   | REG                    | 268          | 0,45         | 0            | 0           | Nv            |             |              |               |  |
|                        |                                                |                        |              |              |              |             |               |             |              |               |  |
| Suffrages exprimés     | Suffrages exprimés                             | Suffrages exprimés     | 58 916       | 97,59        |              | 53 944      | 91,23         |             |              |               |  |
| Votes blancs           | Votes blancs                                   | Votes blancs           | 1 026        | 1,70         | 3 538        | 5,98        |               |             |              |               |  |
| Votes nuls             | Votes nuls                                     | Votes nuls             | 430          | 0,71         | 1 646        | 2,78        |               |             |              |               |  |
| Total                  | Total                                          | Total                  | 60 372       | 100          | 0            | 59 128      | 100           | 2           | 2            | en stagnation |  |
| Abstentions            | Abstentions                                    | Abstentions            | 53 545       | 47,00        |              | 54 797      | 48,10         |             |              |               |  |
| Inscrits/Participation | Inscrits/Participation                         | Inscrits/Participation | 113 917      | 53,00        | 113 925      | 51,90       |               |             |              |               |  |

### Cartes

Nuance politique des candidats arrivés en tête dans chaque commune au 1er tour.
Nuance politique des candidats arrivés en tête dans chaque commune au 2e tour.

### Analyse

Résultats par commune du deuxième tour de l'élection législative de 2022 dans la première circonscription des Hautes-Alpes. L'écart numérique en voix à Gap (769 voix) est supérieur à l'écart numérique total (199 voix) entre les deux candidats.

Les Hautes-Alpes sont le théâtre d'un affrontement entre la majorité présidentielle et la coalition de gauche, la NUPES, ici représentée par la France insoumise. Alors qu'en 2017, la division de la gauche leur avait coûté leur présence au second tour face à LR, le rassemblement de la gauche lui permet d'accéder cette fois aux deux seconds tours du département, sans succès toutefois.
Le secteur de Briançon porte à nouveau largement à sa tête, le ministre sortant de la cohésion des territoires, le radical Joël Giraud. Si ce dernier est largement réélu pour un cinquième mandat face à une militante insoumise briançonnaise, Capucine Mounal, son élection est bien plus serrée qu'en 2017 et même un peu moins confortable qu'en 2012, lorsqu'il portait les couleurs du PRG.
Le siège de Gap est plus disputé entre le chef départemental insoumis, Michel Philippo, et la sortante marcheuse, Pascale Boyer. Cette dernière, après avoir accusé un retard d'un millier de voix au premier tour parvient à renverser la situation au second en sauvant son poste par 199 voix d'avance. Le second tour de cette échéance n'est pas le premier dans l'histoire du siège à être serré. Il est tout de même le résultat le moins large depuis la réélection du radical Émile Didier en 1968. Le député-maire de Gap l'avait alors emporté d'une voix d'avance.

### Résultats par circonscription

#### Première circonscription
Députée sortante : Pascale Boyer (La République en marche).
| Candidat                 | Candidat                 | Parti et coalition       | Nuance                   | Premier tour | Premier tour | Second tour | Second tour |
| Candidat                 | Candidat                 | Parti et coalition       | Nuance                   | Voix         | %            | Voix        | %           |
| ------------------------ | ------------------------ | ------------------------ | ------------------------ | ------------ | ------------ | ----------- | ----------- |
|                          | Michel Philippo,         | LFI (NUPES)              | NUP                      | 8 562        | 28,27        | 13 569      | 49,64       |
|                          | Pascale Boyer            | LREM (ENS)               | ENS                      | 7 543        | 24,90        | 13 767      | 50,36       |
|                          | Eric Sarlin              | RN                       | RN                       | 6 552        | 21,63        |             |             |
|                          | Kévin Para               | LR (UDC)                 | LR                       | 3 803        | 12,56        |             |             |
|                          | Patricia Hours           | REC                      | REC                      | 1 116        | 3,68         |             |             |
|                          | Christine Gamerre        | LT-LNÉ (TUPV)            | ECO                      | 629          | 2,08         |             |             |
|                          | Camille Herbaut          | DLF (UPF)                | DSV                      | 577          | 1,90         |             |             |
|                          | Roland Scaramozzino      | EAC                      | ECO                      | 506          | 1,67         |             |             |
|                          | Véronique Buisson        | LO                       | DXG                      | 415          | 1,37         |             |             |
|                          | Fabienne Pratali         | PA                       | ECO                      | 318          | 1,05         |             |             |
|                          | Lise Recotillet          | OP (R&PS)                | REG                      | 268          | 0,88         |             |             |
|                          |                          |                          |                          |              |              |             |             |
| Votes valides            | Votes valides            | Votes valides            | Votes valides            | 30 289       | 97,22        | 27 336      | 89,55       |
| Votes blancs             | Votes blancs             | Votes blancs             | Votes blancs             | 603          | 1,90         | 2 170       | 7,11        |
| Votes nuls               | Votes nuls               | Votes nuls               | Votes nuls               | 263          | 0,88         | 1 021       | 3,34        |
| Total                    | Total                    | Total                    | Total                    | 31 155       | 100          | 30 527      | 100         |
| Abstention               | Abstention               | Abstention               | Abstention               | 28 488       | 47,76        | 29 120      | 48,82       |
| Inscrits / participation | Inscrits / participation | Inscrits / participation | Inscrits / participation | 59 643       | 52,24        | 59 647      | 51,18       |

#### Deuxième circonscription
Députée sortante : Claire Bouchet (Parti radical), élue en 2017 en tant que suppléante de Joël Giraud (Parti radical).
| Candidat                 | Candidat                 | Parti et coalition       | Nuance                   | Premier tour | Premier tour | Second tour | Second tour |
| Candidat                 | Candidat                 | Parti et coalition       | Nuance                   | Voix         | %            | Voix        | %           |
| ------------------------ | ------------------------ | ------------------------ | ------------------------ | ------------ | ------------ | ----------- | ----------- |
|                          | Joël Giraud,             | PRV (ENS)                | ENS                      | 10 890       | 38,04        | 15 056      | 56,58       |
|                          | Capucine Mounal,         | LFI (NUPES)              | NUP                      | 8 365        | 29,22        | 11 552      | 43,42       |
|                          | Louis Albrand            | RN                       | RN                       | 4 996        | 17,45        |             |             |
|                          | Carole Chauvet,          | LR (UDC)                 | LR                       | 1 549        | 5,41         |             |             |
|                          | Rémi Roux                | SE                       | DVG                      | 1 077        | 3,76         |             |             |
|                          | Margot Pelissier         | REC                      | REC                      | 883          | 3,08         |             |             |
|                          | Sandrine Bessonnier      | LP (UPF)                 | DSV                      | 383          | 1,34         |             |             |
|                          | Yann Passereau           | PA                       | ECO                      | 305          | 1,07         |             |             |
|                          | Boris Guignard           | LO                       | DXG                      | 179          | 0,63         |             |             |
|                          |                          |                          |                          |              |              |             |             |
| Votes valides            | Votes valides            | Votes valides            | Votes valides            | 28 627       | 97,98        | 26 608      | 93,03       |
| Votes blancs             | Votes blancs             | Votes blancs             | Votes blancs             | 423          | 1,45         | 1 368       | 4,78        |
| Votes nuls               | Votes nuls               | Votes nuls               | Votes nuls               | 167          | 0,58         | 625         | 2,19        |
| Total                    | Total                    | Total                    | Total                    | 29 217       | 100          | 28 601      | 100         |
| Abstention               | Abstention               | Abstention               | Abstention               | 25 057       | 46,17        | 25 677      | 47,31       |
| Inscrits / participation | Inscrits / participation | Inscrits / participation | Inscrits / participation | 54 274       | 53,83        | 54 278      | 52,69       |